# Newton Kulundu
Newton Wanjala Kulundu (* 30. Juni 1948; † 7. März 2010 in Nairobi) war ein kenianischer Politiker.

## Biografie
Im Anschluss an den Besuch der Kakamega High School von 1965 bis 1968 sowie anschließend am Kenyatta College studierte er zwischen 1971 und 1976 Medizin an der Medical School an der University of Nairobi. Anschließend absolvierte er noch ein einjähriges Postgraduiertenstudium an der University of Loma Linda in Kalifornien und schloss dieses mit einem Master of Science (M.Sc.) in Public Health ab.
Nach seiner Rückkehr nach Kenia wurde er 1977 Mitarbeiter des Gesundheitsministeriums und war dort bis 1984 tätig. Dort war er als leitender Beamter für die Gesundheitsverwaltung in den Distrikten Kisumu, Kwale, Lamu sowie Kisii Central verantwortlich. Dabei war er insbesondere zuständig für die Ausweitung des Impfprogramms in diesen Bezirken, die Ausbildung des medizinischen Personals sowie die Ausarbeitung eines Gesundheitsprogramms für die kommunalen Entwicklungsprogramme. Später wurde er leitender Direktor der Brooke Bond Company und entwarf dort ein mit Preisen ausgezeichnetes Gesundheitsprogramm.
Seine politische Laufbahn begann Kulundu 1992 mit der erstmaligen Wahl zum Mitglied des Parlaments. Dort war er bis zu seiner Wahlniederlage 2007 für das zur National Rainbow Coalition (NARC) gehörende Forum for the Restoration of Democracy–Kenya (FORD-K) von Musikari Kombo Vertreter der Interessen des Wahlkreises Lurambi. Später wurde er Vorsitzender des Parlamentsausschusses für Gesundheit, Wohnungsbau, Arbeit und Soziale Wohlfahrt und war als solcher auch Organisator einer Gesundheitskonferenz für Parlamentsmitglieder, nachdem der damalige Präsident Daniel arap Moi AIDS als „nationales Desaster“ bezeichnet hatte.
Nach seiner Wiederwahl wurde er 2002 als Unterstützer des neuen Präsidenten Mwai Kibaki von diesem zunächst zum Minister für Umwelt, natürliche Ressourcen und wildlebende Tiere (Minister for Environment, Natural Resources and Wildlife) ernannt. Im Rahmen einer Kabinettsumbildung war er von 2006 bis 2008 Minister für Arbeit und Entwicklung menschlicher Ressourcen (Minister for Labour and Human Resource Development).
Nach seinem Ausscheiden aus dem Kabinett zog er sich aus dem politischen Leben zurück und verstarb schließlich nach längerer Krankheit.